# Stabilisator (Glas)
Folgende Verbindungen, Stabilisatoren genannt, können sowohl Netzwerkwandler als auch Netzwerkbildner im Glas sein. Allerdings sind sie nicht in der Lage als Einzelkomponente ein Glas zu bilden. Ihre Rolle im Glas ist dabei stark abhängig von den jeweils vorherrschenden Bedingungen, wie Temperatur und Grundglaszusammensetzung:
- Aluminiumoxid (Al2O3)
- Calciumoxid (CaO)
- Polonium(II)-oxid (PoO)
- Zinn(II)-oxid (SnO)
- Cadmiumoxid (CdO)
- Titandioxid (TiO2)
- Berylliumoxid (BeO)
- Zirconium(IV)-oxid (ZrO2)
- Thorium(IV)-oxid (ThO2)
- Selen(IV)-oxid (SeO2)
- Eisen(II)-oxid (FeO)
- Eisen(III)-oxid (Fe2O3)
- Mangan(II)-oxid (MnO)
- Nickel(II)-oxid (NiO)
- Cobalt(II)-oxid (CoO)